# Холи (Пенсилванија)
Холи (енгл. Hawley) град је у америчкој савезној држави Пенсилванија.

## Демографија
По попису из 2010. године број становника је 1.211, што је 92 (-7,1%) становника мање него 2000. године.
| Група             | 2000.         | 2010.         |
| Белци             | 1.239 (95,1%) | 1.123 (92,7%) |
| Афроамериканци    | 12 (0,9%)     | 6 (0,5%)      |
| Азијати           | 5 (0,4%)      | 1 (0,1%)      |
| Хиспаноамериканци | 34 (2,6%)     | 61 (5,0%)     |
| Укупно            | 1.303         | 1.211         |